# Klin (stad)
Klin (Russisch: Клин) is een stad in de Russische oblast Moskou, ongeveer in het midden tussen Moskou en Tver. De afstand tot Moskou is 85 kilometer. Klin ligt aan de federale autoweg M-10 tussen Moskou en Sint-Petersburg, alsmede aan de spoorlijn tussen die steden. Tijdens de Koude Oorlog bevond zich vier kilometer ten noorden van Klin een luchtmachtbasis met dezelfde naam. In 2003 had Klin 83.178 inwoners, tegenover 94.000 in 1985.
De stad is tegenwoordig vooral bekend als de residentie van Pjotr Iljitsj Tsjaikovski. Zijn toenmalig huis, waar Tsjaikovski De notenkraker en Doornroosje componeerde, doet nu dienst als museum.

## Geschiedenis
De nederzetting Klin is bekend sinds 1317. Klin viel in 1482 onder Moskou, als onderdeel van de annexatie van het Vorstendom Tver. Bijna een eeuw later, in 1569, had Klin veel te lijden van de Opritsjnina. In 1571 gaf Ivan IV Klin en omliggende dorpen aan zijn zoon, die ook het recht had om belasting te heffen. Later werd Klin erfgoed van de Romanovs.
In 1785 werd Klin een stadsdistrict van het gouvernement Moskou. In 1851, toen de spoorlijn tussen Moskou en Sint-Petersburg werd aangelegd, werd de economie van Klin nieuw leven ingeblazen. Klin speelde in 1905 een belangrijke rol in de golf van stakingen die dat jaar door het land ging. Tijdens de Sovjet-Unie was Klin een van de eerste centra van chemische industrie.
Tijdens de slag om Moskou was Klin van 23 november 1941 tot 15 december van datzelfde jaar door de Duitsers bezet.

## Geboren
- Jelena Konevtseva (1981), atlete die is gespecialiseerd in het kogelslingeren

Aprelevka · Balasjicha · Bronnitsy · Chimki · Chotkovo · Dedovsk · Dmitrov · Doebna · Dolgoproedny · Domodedovo · Drezna · Dzerzjinski · Elektrogorsk · Elektro-oegli · Elektrostal · Frjazino · Golitsyno · Istra · Ivantejevka · Jachroma · Jegorjevsk · Joebilejny · Kasjira · Klimovsk · Klin · Koebinka · Koerovskoje · Kolomna · Koroljov · Kotelniki · Krasnoarmejsk · Krasnogorsk · Krasnozavodsk · Krasnoznamensk · Likino-Doeljovo · Ljoebertsy · Lobnja · Loechovitsy · Losino-Petrovski · Lytkarino · Moskovski · Mytisjtsji · Naro-Fominsk · Noginsk · Odintsovo · Orechovo-Zoejevo · Ozjerelje · Ozjory · Pavlovski Posad · Peresvet · Podolsk · Poesjkino · Poesjtsjino · Protvino · Ramenskoje · Reoetov · Roeza · Rosjal · Sergiev Posad · Serpoechov · Sjatoera · Sjtsjerbinka · Sjtsjolkovo · Solnetsjnogorsk · Staraje Koepavna · Stoepino · Taldom · Troitsk · Tsjechov · Tsjernogolovka · Vereja · Vidnoje · Volokolamsk · Voskresensk · Vysokovsk · Zarajsk · Zjeleznodorozjny · Zjoekovski · Zvenigorod